# Walter Krönig
Walter Krönig (* 16. Juni 1900; † 27. April 1989) war ein deutscher Chemiker und Leiter der Petrochemischen Forschung der Farbenfabriken Bayer AG in Leverkusen. 

## Leben und Werk
Krönig wurde 1922 Assistent bei Franz Fischer am Kaiser-Wilhelm-Institut für Kohlenforschung in Mülheim an der Ruhr, wo er unter anderem über die physico-chemischen Eigenschaften von Metallacetaten und Komplexen arbeitete. Es folgte 1925 ein Wechsel zur BASF, wo Krönig in der Abteilung von Matthias Pier arbeitete. Zu dieser Zeit lag der Forschungsschwerpunkt auf der Entwicklung des Bergius-Pier-Verfahrens und anderer Hydrierverfahren.
1940 übernahm Krönig die technische Leitung der Oberschlesischen Hydrierwerke AG in Blechhammer. In den Nachkriegsjahren wechselte er zur Bayer AG. Zu dieser Zeit erfolgte in der chemischen Industrie die Umstellung auf Erdöl als Chemierohstoff. Der Schwerpunkt von Krönigs Arbeit lag auf der Verwendung des sogenannten C4-Schnitts der Pyrolyse, der aus Butanen, Butenen, 1,3-Butadien sowie sonstigen Kohlenwasserstoffen, darunter C4-Acetylenen, besteht. 
Krönig fand ein Verfahren zur Kalthydrierung bei Temperaturen von 10 bis 20 °C und einem Druck von etwa 2 bis 6 bar der im C4-Schnitt vorkommenden Acetylene wie Vinylacetylen und Ethylacetylen in der Rieselphase, wobei der Verlust des Zielprodukts 1,3-Butadien gering bleibt. Auf Krönig geht auch ein Verfahren zur Herstellung von Essigsäure aus Butenen zurück.

## Ehrungen
Die DGMK Deutsche Wissenschaftliche Gesellschaft für Erdöl, Erdgas und Kohle verlieh 1968 Walter Krönig die Carl-Engler-Medaille für seine Arbeiten über die Kohlechemie und Petrochemie.

## Veröffentlichungen
- Walter Krönig: Die katalytische Druckhydrierung von Kohlen, Teeren und Mineralölen (Das I.G.-Verfahren von Matthias Pier). Springer Verlag, 1950, (Reprint: 2013, ISBN 978-3-642-50105-0).